# Кафедральный собор Сегеда
Кафедральный собор Богоматери — собор римско-католической церкви в городе Сегед, третье по величине храмовое здание Венгрии, памятник архитектуры неороманского стиля, яркая достопримечательность и символ города.

## История

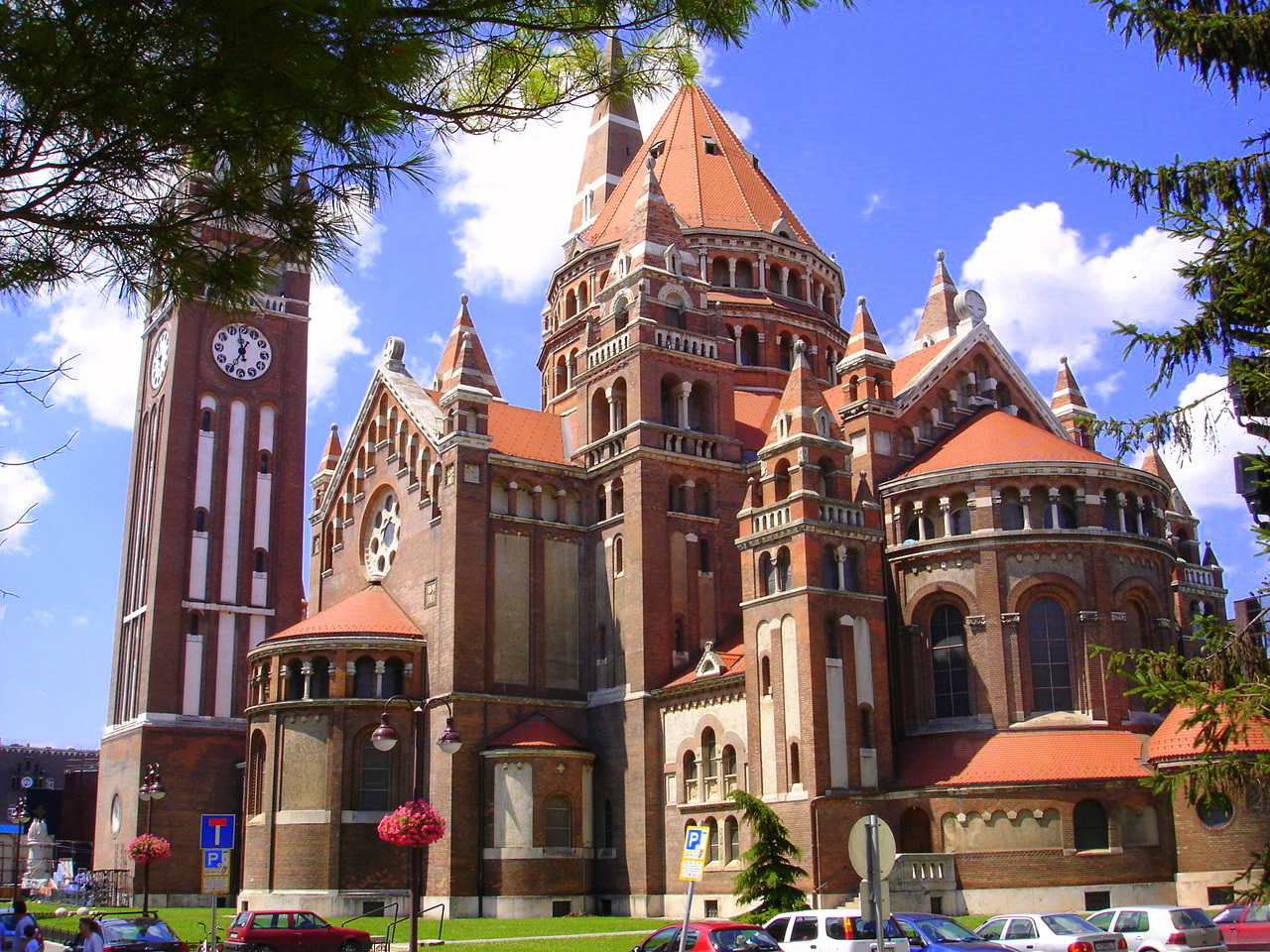

Всё началось 12 марта 1879 года, когда в Сегед пришло одно из крупнейших в его истории наводнений. Воды Тисы затопили весь город, 90 процентов зданий было разрушено. 28 ноября 1880 года отцы города дали обет, что если город удастся отстроить вновь, будет возведена в Сегеде большая и роскошная церковь в благодарность и во славу девы Марии, покровительницы Венгрии. В 1913 году строительство церкви по проекту знаменитого архитектора венгерского историзма Фридьеша Шулека начато, однако уже в июле 1914 года оно было остановлено — почти на десятилетие — из-за Первой мировой войны и последовавшего за ней экономического спада. Лишь 24 октября 1930 года, через 50 лет после принесения обета, храм был освящён. Эрнё фон Донаньи написал специальную мессу по случаю освящения собора.

## Архитектура
Храм был построен из красного кирпича в неороманском стиле. Он крестообразный в плане; над средокрестием — тяжёлая широкая башня с шатровым навершием высотой 54 метра. Главный фасад собора украшен большой розой. Он фланкирован двумя высокими стройными колокольнями высотой 91 метр каждая, с самыми большими в Венгрии часами (диаметр циферблата — 4,3 метра); а всего собор украшен 57 башнями и башенками. В соборе семь колоколов, самый большой массой восемь с половиной тонн — второй по величине в Венгрии. Здание длиной 81 метр и шириной 51 метр вмещает до пяти тысяч прихожан.
Интерьер собора оформлен в духе модерна, популярного в Сегеде в начале XX века, — с изобилием рельефов, статуй и мозаик. Особое внимание привлекает мозаика Богоматери над алтарём собора — святая дева Мария предстаёт в Венгерском национальном костюме и сегедских туфлях. У главного алтаря стоит белый киворий и статуя Иисуса на кресте. Орган кафедрального собора с его девятью тысячами труб — третий по величине в Венгрии.
На квадратной Соборной площади, устроенной по образцу площади святого Марка в Венеции и окружённой с других сторон зданиями университета, организуются концерты и театральные постановки.

Соборная площадь в Сегеде